# Готфрид II Раабс
Готфрид II фон Раабс (на немски: Gottfried II von Raabs; † ок. 1137/сл. 14 май 1147) е господар на Раабс (1100 – 1147) и от ок. 1105 до ок. 1137 г. бургграф на средновековното бургграфство Нюрнберг заедно с по-малкия си брат Конрад I фон Раабс († ок. 1143).

## Произход и наследство
Готфрид II е син на господар Готфрид I фон Госхам († ок. 31 март 1084) и внук на Улрих фон Госхам († ок. юли 1083 в Рим) от фамилията на графовете на Раабс в Маркграфство Остаричи (Маркграфство Австрия), тогава управлявано от Бабенбергите. Брат е на Конрад I фон Раабс († ок. 1143), Улрих фон Госхам, господар на Пернег-Дегендорф († сл. 1138) и Гебхард IV († 14 юли 1105, убит), 18. епископ на Регенсбург (1089 – 1105).
През 1105 г. император Хайнрих IV назначава братята Готфрид II и Конрад I да отговарят за замъка и град Нюрнберг. След смъртта на Готфрид II брат му Конрад I го наследява като господар на Нюрнбергския замък, а след неговата смърт бургграф става Готфрид III Раабс, синът на Готфрид II.

## Деца
Готфрид II фон Раабс има един син:
- Готфрид III фон Раабс († сл. 16 април 1160)